# Afrobrasilers
Afrobrasiler o brasiler negre és el terme utilitzat per a la categoria racial de ciutadans que es consideren negres o pards, segons el cens oficial brasiler. El 2005, 91 milions de brasilers foren inclosos en les categories de negres i pards (inclosos mulats).
La concentració més important d'afrobrasilers és a l'Estat de Bahia, en el qual són un 80% de la població.
Un gran nombre de brasilers tenen alguns ancestres africans. Els brasilers són molt heterogenis a causa de la intensiva barreja amb els europeus i els nadius americans. Per això, no tots els brasilers que tenen ancestres africans tenen la pell negra i no tots els brasilers de pell bruna (inclosos mestissos) tenen avantpassats africans.

## Qui és afrobrasiler?
La classificació dels brasilers està basada en l'autoclassificació de la gent. Als censos, es pot triar la raça o color en cinc categories: branca (blanca), parda (marró), preta (negra), amarela (groga) o indígena. La idea que els éssers humans poden ser dividits en races va aparèixer per primera vegada al segle xviii i va esdevenir científica en el racisme científic. Aquestes idees creien en l'existència de categories racials i en una jerarquia racial. Molts científics, intel·lectuals i governs d'arreu del món van donar suport al concepte de races. Al s. XX, amb el desenvolupament de la biologia humana i els estudis de genètica, es va concloure que no existien races humanes, ja que no hi havia diferències genètiques entre els humans. A pesar d'això, el concepte de raça encara és popular a les creences populars i encara és utilitzada per molts governs d'arreu del món
La majoria dels brasilers són, almenys en part, descendents d'esclaus africans, però això no necessàriament es veu físicament. Segons una investigació del 2000 a Rio de Janeiro, tots els que s'autodenominaven negres, reclamaven tenir ancestres africans. A més a més, el 86% dels que es consideraven "pardos" i el 38% dels que es consideraven "blancs" reconeixien que tenien ancestres africans. És significatiu que el 14% dels pards de Rio de Janeiro deien que no tenien ancestres africans. Aquest percentatge pot ser més alt al nord del Brasil, on hi ha molta contribució de poblacions ameríndies. De totes maneres, la contribució africana no era absent al nord del Brasil, ja que la regió va patir un important influx d'esclaus africans.
Les classificacions racials al Brasil són basades en el color de la pell i altres característiques físiques com característiques facials, la textura del cabell, etc. Hi ha poca indicació sobre els ancestres, perquè hi ha pocs gens responsables del color de la pell. Així, una persona que sembla blanca pot tenir més ancestres africans que una persona que sembla negra i a l'inrevés.
Al Brasil, les divisions racials no són clares, a causa de l'alt nivell de barreja. Molts brasilers troben dur el fet de definir la seva pròpia raça. El Cens de 1976 va trobar 136 respostes diferents sobre la pregunta sobre la seva raça. Algunes de les autodenominacions eren: blanc melós, morè, canyella, xocolata, sarará, coure, cremat del sol, polit, negre amable, rosa foc, torrat, etc. Aquestes respostes eren interpretades per estudiosos i activistes del moviment negre com prova del racisme brasiler, on els negres no volien assumir la serva identitat i es consideraven a ells mateixos amb eufemismes. Seguint aquesta idea, des del govern de Fernando Henrique Cardoso, els que s'autodenominen negres i marrons són considerats com negres, patint desavantatges respecte als blancs.
La divisió binària dels brasilers entre els blancs i els negres han rebut moltes crítiques. Oficialment, els afrobrasilers són els que es consideren negres i marrons o morenos. De totes maneres, la concepció dels afrobrasilers en el dia a dia és diferent de l'adoptada oficialment.
| Estudi dels ancestres de la gent de Rio de Janeiro, per raça i color de la pell (2000) | Estudi dels ancestres de la gent de Rio de Janeiro, per raça i color de la pell (2000) | Estudi dels ancestres de la gent de Rio de Janeiro, per raça i color de la pell (2000) | Estudi dels ancestres de la gent de Rio de Janeiro, per raça i color de la pell (2000) |
| Ancestres                                                                              | Blancs                                                                                 | Morenos                                                                                | Negres                                                                                 |
| -------------------------------------------------------------------------------------- | -------------------------------------------------------------------------------------- | -------------------------------------------------------------------------------------- | -------------------------------------------------------------------------------------- |
| Només europea                                                                          | 48%                                                                                    | 6%                                                                                     | -                                                                                      |
| Només africana                                                                         | -                                                                                      | 12%                                                                                    | 25%                                                                                    |
| Només ameríndia                                                                        | -                                                                                      | 2%                                                                                     | -                                                                                      |
| Africana i europea                                                                     | 23%                                                                                    | 34%                                                                                    | 31%                                                                                    |
| Ameríndia i europea                                                                    | 14%                                                                                    | 6%                                                                                     | -                                                                                      |
| Africana i ameríndia                                                                   | -                                                                                      | 4%                                                                                     | 9%                                                                                     |
| Africana, Ameríndia i Europea                                                          | 15%                                                                                    | 36%                                                                                    | 35%                                                                                    |
| Total                                                                                  | 100%                                                                                   | 100%                                                                                   | 100%                                                                                   |
| Qualsevol Africana                                                                     | 38%                                                                                    | 86%                                                                                    | 100%                                                                                   |

### Discriminació positiva
En els últims anys el govern brasiler ha practicat programes de discriminació positiva dirigida als segments de la població considerats com d'ascendència africana i els amerindis. Això es fa reservant quotes per a les minories racials. Per a justificar-ho, s'argüeix que aquests grups han estat discriminats històricament per la seva raça i que són els segments més pobres de la societat brasilera, mentre que la població blanca sol ser de les classes superiors. Les accions afirmatives han estat criticades per la poca cura de la classificació racial al Brasil. Per exemple, el 2007 hi va haver un escàndol, quan un germà bessó idèntic va entrar a la universitat de Brasília apel·lant que era negre, quan el seu germà estava inscrit com a blanc. D'aquesta manera, es va criticar la discriminació positiva, ja que la definició de qui era o no negre era subjectiva. Segons molts científics, la societat brasilera no està dividida en races, sinó en rics i en pobres; en tot cas, afegeixen que la gent amb la pell fosca pateixen discriminacions afegides.

## Història

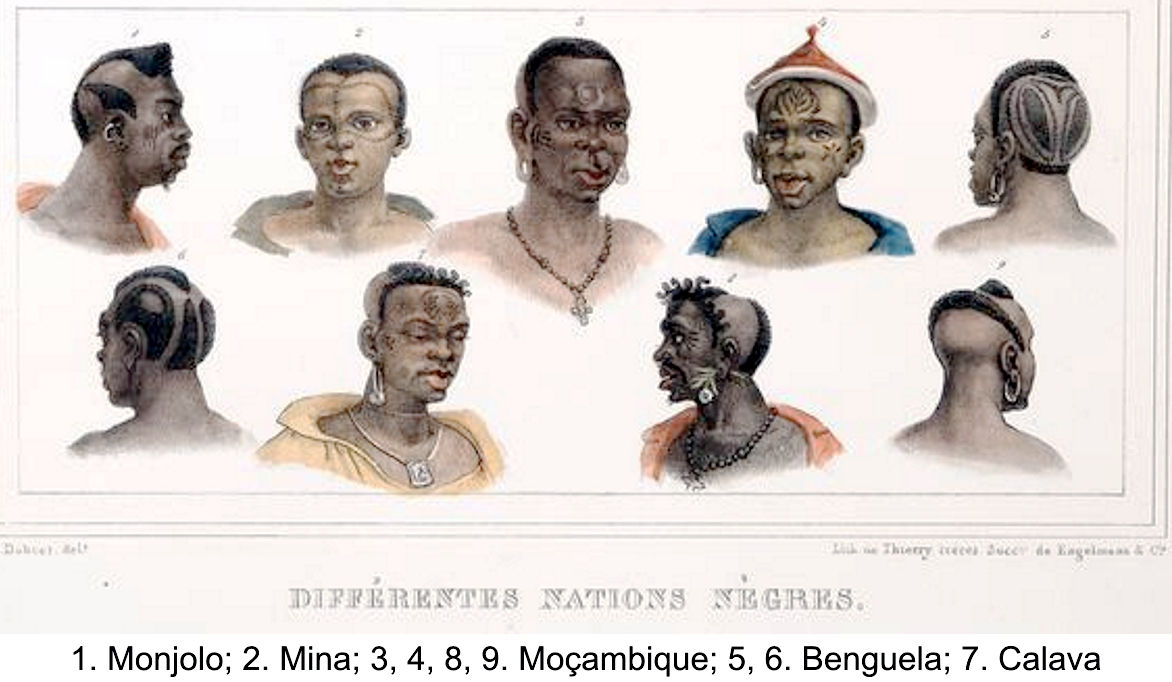
Esclaus africans de diferents orígens. Monjolo, Mina, Moçambique, Moçambique, Benguela, Benguela, Calava, Moçambique e Moçambique

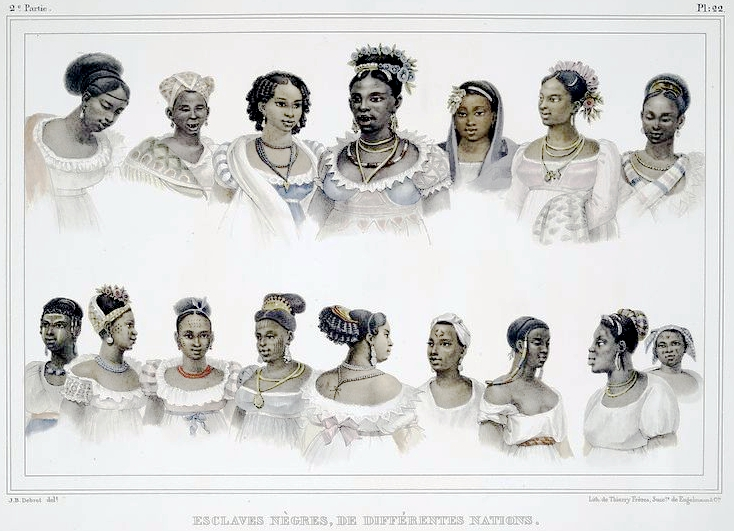
Esclaves africanes de diferents orígens amb pentinats que seguien la moda europea

El Brasil va rebre aproximadament un 37% del total dels esclaus africans que van ser portats d'Àfrica al continent americà. La quantitat total dels africans subsaharians que van arribar al Brasil té xifres estimatives molt variades. Algunes xifren uns 4 milions de persones.
Durant el període colonial, els esclaus d'origen africà eren la majoria de la mà d'obra del país. Eren utilitzats sobretot en l'explotació de les mines d'or i a la producció de sucre.
La majoria dels esclaus que arribaven al Brasil eren homes. Això afectava l'equilibri entre la població afrobrasilera. En el període 1837-1840, els homes eren el 73,7% de la població esclava. Els amos dels esclaus no es preocupaven de la reproducció natural dels esclaus, ja que era més barat comprar esclaus recent portats pel comerç internacional d'esclaus que gastar en l'alimentació dels infants. Amb relació a la gran quantitat d'esclaus negres que van arribar al Brasil, els seus gens són poc importants a la societat brasilera; això es pot entendre pel desequilibri entre la quantitat d'homes i de dones i per la taxa de mortalitat més gran entre la població d'esclaus.
Tot i que el comerç d'esclaus ja havia estat prohibit anteriorment, no fou fins que es va promoure la llei d'Eusébio de Queiros quan aquest va ser perseguit al Brasil. Això va ser degut a una pressió política i militar d'Anglaterra.
L'esclavitud va disminuir al s. XIX per la Lei do Ventre Livre i la Lei dos Sexagenários. Però no fou abolida definitivament fins al 1888, amb la Llei Àuria promoguda per la Princesa Isabel. El Brasil fou l'últim país occidental que va abolir l'esclavitud.

## Orígens
Els africans enviats al Brasil són dividits, grosso modo entre els bantús i els oest-africans.

### Bantús
Els bantus són descendents d'un grup etnolingüístic que es va estendre ràpidament i, recentment, des de la zona del Camerun, cap al sud, abraçant des de la costa oest fins a l'est d'Àfrica. Com que aquesta expansió és recent, les diferents nacions tenen molts aspectes bantu ètnic-culturals, lingüístics en tota l'àmplia zona que es va estendre.
Els Bantús que varen ser portats al Brasil provenen sobretot de les regions que actualment es corresponen als estats d'Angola, República del Congo, República Democràtica del Congo, Moçambic i en menor mesura de Tanzània. Pertanyien als grups ètnics que els traficants varen dividir en: Cassangues, Bengueles, Cabindes, Dembos, Rebolos, Anjicos, Màcues, Quiloes, etc.
Aquests van constituir la major part dels esclaus que varen ser portats a Rio de Janeiro, Minas Gerais i a la zona de la Regió Nord-est de Brasil

### Oest-africans
Els Oest africans provenien d'una vasta regió litoral que va des del Senegal fins a Nigèria, a més de les zones adjacents de l'interior. A vegades aquests s'han anomenat Sudanesos, però cal evitar confondre'ls amb els habitants de l'actual Sudan. Més aviat són persones que van ser portats des del Sudan Occidental. Aquests van ser els primers esclaus portats al continent americà i a l'època es van denominar Negres de Guinea.